# L'Élève
Pour plus de détails, voir Fiche technique et Distribution.
L'Élève est un film français réalisé par Olivier Schatzky en 1996. Il s'agit d'une adaptation de la nouvelle éponyme de Henry James.

## Synopsis
Dans un décor de fin du XIXe siècle, un couple d’aristocrates recrute un jeune précepteur de 25 ans, Julien Pemberton, pour veiller à l’instruction de leur fils de 12 ans, Morgan. Celui-ci est un enfant sensible, d'une grande intelligence.
Rapidement, Julien se rend compte que ses employeurs sont complètement ruinés et ne pourront pas lui payer ses gages. Il tente de cacher cette situation à Morgan. Mais le garçon qui comprend la situation, prend conscience que si Julien ne cherche pas une autre place, c’est qu’il est déjà lié à lui par une profonde affection.
Les parents ont compris qu’ils tiennent Julien par les sentiments qu’il éprouve pour Morgan. Ils vont jusqu'à transférer sur Julien toute leur responsabilité envers leur fils.

## Fiche technique
- Titre : L'Élève
- Réalisation : Olivier Schatzky
- Scénario : Olivier Schatzky et Ève Deboise, d'après la nouvelle L'Élève par Henry James
- Directeur de la photographie : Carlo Varini
- Ingénieur du son : Dominique Levert
- Musique : Romano Musumarra
- Décorateur: Jacques Bufnoir
- Monteur : Jean-François Naudon
- Régisseur Général : Yorick Kalbache
- Date de sortie en salle : 11 septembre 1996

## Distribution
- Caspar Salmon : Morgan
- Vincent Cassel : Julien Pemberton
- Caroline Cellier
- Jean-Pierre Marielle
- Sabine Destailleur
- Sandrine Le Berre
- Alain Gandy
- Luciana Castellucci
- Angelo Aybar
- Marguerite Dussauchoy

## Distinctions
- Prix de la mise en Scène - Festival des films du monde de Montréal 1996
- Makhila d'Or Festival de cinéma des Mondes Latins - Arcachon 1996
- Prix Jean-Gabin 1997 pour Vincent Cassel